# Воля (лінкор)
Ліні́йний корабе́ль «Во́ля» (до 29 квітня 1917 року — «Імпера́тор Олекса́ндр III», з 17 жовтня 1919 — «Генера́л Алексє́єв») — лінкор-дредноут типу «Імператриця Марія» Чорноморського флоту Російської імперії, один з флагманів Українських військово-морських сил періоду національно-визвольних змагань 1917—1920 років.
Закладений до Першої світової війни, завершений вже після Жовтневого перевороту. Українізований в листопаді 1917 року, корабель декілька разів змінював свої прапори, підіймаючи есерівський червоний, український синьо-жовтий і андріївський стяги. Протягом всієї Української революції був одним з найпотужніших і найбоєздатніших кораблів Українських військово-морських сил. Брав участь у евакуації українізованих військових з'єднань з Трапезунди і прикривав вихід кораблів з Новоросійська.
У 1918 році включений до Імператорських військово-морських сил Німеччини, проте за кілька місяців захоплений британськими військами Антанти у Севастополі і виведений до Ізміту у Мармуровому морі. Переданий флоту Врангеля у 1919 році, проте в жодній військовій операції участі не брав і у 1920 році, евакуювавши білогвардійців з Криму, встав на якір в Тунісі, де був інтернований Францією і простояв близько шістнадцяти років, коли був проданий і розібраний в рахунок оплати утримання корабля в порту.

## Розробка

### Головні характеристики
Один з чотирьох лінійних кораблів типу «Імператриця Марія», що будувалися в Миколаєві протягом 1911—1916 років. Довжина корабля по конструктивній ватерлінії становила 168 метрів, ширина — 27,43 метра, а осадка — 8,36 метра. Водотоннажність корабля складала 23 600 тонн при завантаженні, що на 1000 тонн більше за проєкту водотоннажність. Як і інші представники цього типу кораблів, «Воля» виявилася дуже важкою в носовій частині та мала тенденцію пропускати великі об'єми води через свої передні каземати, через що передню пару 130-міліметрових гармат було знято до завершення будівництва в спробі виправити його диферент.

### Двигуни
Корабель був оснащений чотирма паровими турбінами типу Parsons, імпортована John Brown & Company з Великої Британії. Розраховані на загальну потужність 26 000 кінських сил на валу (19 000 кВт), вони видавали 27 270 к. с. (20 340 кВт) на випробуваннях. 20 змішаних трикутних водотрубних парових котлів Yarrow приводили в дію турбіни з робочим тиском 17,5 атмосфер.
Розрахункова швидкість корабля становила 21 вузол з максимальною місткістю вугілля 1727 тонн і додатковою вмістимістю 500 тонн мазуту, що забезпечувало дальність плавання близько 1640 морських миль при швидкості ходу 21 вузол. Усю електроенергію виробляли три головні трубогенератори Curtis потужністю 480 к. с. (360 кВт) і два допоміжні агрегати потужністю 270 к. с. (200 кВт).

### Озброєння
Основне озброєння складалося з дванадцяти 12-дюймових 52-каліберних гармат зразка 1907 року, встановлених у чотирьох триствольних баштах, розподілених по довжині корабля. 
Вторинне озброєння складалося з вісімнадцяти 130-міліметрових 55-каліберних гармат зразка 1913 року, встановлених у казематах, що розташовувалися двома групами, по п'ять гармат з кожного боку від передньої башти до задньої випускної труби, а решта чотири згруповані навколо задньої башти. Корабель також був оснащений чотирма 76-міліметровими зенітними гарматами Лендера, по дві на дахах носової і кормової веж. Крім того, на кожному борту встановлювалися по два підводних 450-міліметрових торпедних апарати боєкомплектом дванадцять торпед.

## Історія

### Будівництво
Лінійний корабель «Імператор Олександр III» будувався на суднобудівному заводі «Руссуд» у Миколаєві. Хоча закладка відбулася 30 жовтня 1911 року, це була скоріше церемоніальна подія, оскільки проєкт корабля ще не був завершений, а контракт на його спорудження не був підписаний. Під час спорудження лінкор зазнав низки модифікацій. Так, спочатку був змінений метод кріплення броні до опор, і броньові листи стали з'єднуватися між собою за типом шипового з'єднання для кращого розподілу удару при зіткненні на основі повномасштабних випробувань броні, проведених на корпусі старого лінкора-дредноута «Чесма» в 1913 році. Це додало кораблю майже 508 тонн ваги і збільшило вартість його спорудження на 220 000 рублів.
З початком Першої світової війни приорітетність проєкту була знижена, аби сконцентрувати зусилля на більш досконалих кораблях для їх швидшого завершення. Попри сподівання закінчити будівництво не пізніше 1916 року, через затримку поставки британських парових турбін корабель був спущений на воду 15 квітня 1914 року, але прибув до Севастополя на оснащення лише 4 липня 1917 року і до цього часу вже був перейменований на «Волю».

### Під час Української революції
Протягом наступних кількох місяців лінкор проходив ходові випробування, але внаслідок повалення монархії в Російській імперії після Лютневої революції, Чорноморський флот був абсолютно неефективним і «Воля» не взяла участі в жодному бою.
Навесні 1917 року в Севастополі потужно заявив про себе український національний рух. На лінкорі «Воля» однією з перших була утворена українська рада. В Севастополі активно діяли Українська чорноморська громада на чолі з В'ячеславом Лощенком, військовий клуб імені Івана Сірка й інші національні організації. Були утворені Чорноморський Український військовий комітет, Рада військових і робітничих депутатів і Центрофлот — колективний орган управління флотом, першим головою якого було обрано представника Українського військового комітету з лінкора «Воля» Є. Шелестуна, а Севастопольської Ради — члена Центральної Ради Костянтина Величка.
Протягом року були створені українські організації в усіх гарнізонах флоту, на більшості кораблів та полків, в портах та в навчальних закладах. Моряки-українці активно вимагали від Центральної Ради реальних дій по українізації Чорноморського флоту та створенню Українського військового флоту.

#### Українізація корабля
В липні 1917 року до Севастополя з Миколаєва під командуванням капітана 1-го рангу Володимира Ульянова, майбутнього українського коменданта воєнного порту Маріуполя, прийшов лінійний корабель «Воля». Очікуваний Чорноморською громадою, дредноут прибув одночасно під трьома прапорами. За спогадами Святослава Шрамченка, що застав прибуття корабля в місто, на гафелі «Волі» майорів великий парадний андріївський прапор, на фок-щоглі — червоний есерівський, а на другій башті — український синьо-жовтий. 
З прибуттям до Севастополя лінкор був поставлений в сухий док. Після докового ремонту з 3 по 4 серпня 1917 року були випробувані його котли і механізми машинного відділення. 30 серпня було проведено кренування корабля, а 8—11 жовтня — останні в графіку випробування аерорефрижерації артилерійських льохів, після чого лінкор був зарахований до реєстру бойових кораблів флоту.
12 жовтня 1917 року національні організації на Чорноморському флоті вирішили урочисто відзначити українізацію кораблів Балтійського флоту, крейсера «Світлана» та ескадрених міноносців «Україна» і «Гайдамак». На всіх кораблях і установах флоту, в тому числі й на лінкорі «Воля», на один день підняли національні українські прапори та стеньгові сигнали «Хай живе вільна Україна».
22 грудня на лінійному кораблі «Воля» знову піднято український прапор з намальованою на ньому жінкою — символом України, та написом: «Не плач, Мамо, не журися, Твої сини на морі добувають Тобі Волю — усміхнися». Команда корабля заявила, що з цього дня підпорядковується генеральному комісару УНР на Чорноморському флоті.
Після проголошення екіпажем корабля про входження лінкору до складу Військово-морського Чорноморського флоту Української Народної Республіки в грудні того ж року, на знак протесту корабель покинула половина екіпажу — близько 300 росіян та 400 українців. У відповідь на це 24 грудня 1917 року з Головного Морського відомства надійшов наказ за частиною 5 по Головному Морському секретарству про доукомплектування «Волі» моряками з Києва і Балтійського флоту. Крім того, тимчасово на корабель було переведено українців з берегових команд та пароплавів, що стояли у місті незайняті.

#### Перебування у Трапезунді
Користуючись підписаним перемир'ям між Російською РФСР та Центральними державами, українізовані кораблі чорноморського флоту за наказом Української генеральної морської ради протягом грудня 1917 року проводили евакуацію з Трапезунди українізованих частин, в чому приймав також участь і лінкор «Воля».
Наприкінці листопада корабель прибув за викликом члена Всеукраїнської ради військових депутатів, комісара Центральної Ради у Трапезунді прапорщика Миколи Свідерського. Причиною для цього послужив спротив командування 5-го корпусу в питанні українізації. Прибувши в Туреччину, дредноут «Воля» встав в трапезундському порті під українським прапором і порозумівшись з Свідерським, спрямував гармати на місто й вислав корпусному командуванню вимогу швидкої українізізації корпусу під погрозою відкрити вогонь. За короткий час командування 5-ого Кавказького корпусу видала накази про українізацію та повернення додому 123-ї та 127-ї піхотних дивізій.

#### Перебування у Новоросійську
На початку 1918 року у зв'язку із фактичним оголошенням війни Українській Народній Республіці, обстановка в Севастополі загострювалася з кожним днем. На початку січня більшовики опанували стоячий в Севастополі український дредноут «Воля». Ще 24 грудня Центрофлот виніс рішення про підняття над кораблем червоного прапора, проте корабель продовжував стояти під українським прапором. Зрештою, більшовики примусили команду зняти прапор, погрожуючи в іншому випадкові зірвати корабель мінами. «Воля» стала першим українським кораблем, над яким більшовики встановили контроль шляхом погроз застосувати силу.
Вже в квітні того ж року в місті відбулося два антибільшовицьких повстання робітників портів і заводів, активно підтримане моряками флоту. 22 квітня командувач Чорноморським флотом контрадмірал Михайло Саблін наказом по флоту оголосив, що «всі судна, портове майно, які знаходяться у портах Криму, є власністю Української Народної Республіки» і наказав «скрізь, де треба, підняти українські прапори».
Коли наприкінці квітня до півострова наблизилися загони Запорізької дивізії армії УНР під командою полковника Петра Болбочана та німецько-австрійські союзники, керівництво Радянської Росії зажадало від Михайла Сабліна вивести всі кораблі до Новоросійська. Одночасно представники українських організацій, зокрема екіпажі кораблів «Воля» та «Свободна Росія» вимагали від командування не покидати Криму.
29 квітня 1918 року за наказом командувача Чорноморським флотом майже всі кораблі та установи флоту підняли український прапор. Але вже ввечері, голова Воєнно-революційного комітету, колишній латиський стрілець Гавен з кількома матросами захопив штаб флоту та віддав розпорядження, що «охочі йти повинні залишити бухту до півночі. Після півночі вихід буде закритий та мінований». До другої години ночі в море вийшло тридцять кораблів і суден флоту. В бухті під українськими прапорами залишилося сорок кораблів, п'ять плавбаз, транспортна флотилія і дві авіабригади. Не маючи об'єктивної інформації, що відбувається, останнім, хоч і з деякими ваганнями, в море під вогнем німецьких батарей вийшов українізований дредноут «Воля».
Вже 10—11 червня в Новоросійську проводилися збори делегатів від кораблів, де лише чверть чорноморців висловилася за підпорядкування своїх кораблів більшовикам. За кілька днів командування корабля отримало наказ на затоплення судна, зумовлене рішенням Володимира Леніна зберегти кораблі від їх можливого потрапляння під німецький контроль в Криму, але більшість екіпажу (933 проти 640) проголосувала проти і підтримала рішення повернутися в Севастополь.
У цій ситуації, виконуючи волю абсолютної більшості особового складу, змінивший Сабліна на посаді командувача флотом командир корабля, капітан 1-го рангу Олександр Тіхмєнєв, 17 червня вирішив повернути кораблі до Севастополя. Втративши вплив на особовий склад ескадри, більшовики заявили Тіхмєнєву, що підірвуть його дредноут мінною атакою міноносців і не дозволять повернутися до Севастополя. У відповідь «Воля», розвернувши гармати головного калібру і взявши під приціл міноносці, пригрозила потопити кожного, хто спробує приблизитись на відстань мінної атаки. Так, протягом доби, протримавши підконтрольні більшовикам міноносці під прицілом на дистанції поза межами мінної атаки, лінкор «Воля» дав можливість іншим кораблям безпечно вийти на зовнішній рейд. Таким чином, окрім лінійного корабля «Воля», Новоросійськ покинули гідрокрейсер «Імператор Траян» та сім міноносців, знову піднявши українські прапори.

#### Повернення до Севастополя
18 червня 1918 року лінкор, на чолі ескадри з п'яти есмінців, гідрокрейсера «Імператор Траян» та посильної яхти «Креста», повернувся до Севастополя. Тоді ж з цієї ескадри новим командувачем Чорноморським флотом Михайлом Остроградським утворено українсько-кримську флотилію під командуванням контрадмірала Сергія Бурлея.
Після повернення корабель роззброїли і на борту лишилася тільки охорона, але 1 жовтня командування кораблем взяли на себе імператорські військово-морські сили Німеччини, що включили її до свого складу 15 жовтня 1918 року і укомплектували екіпажем списаного дредноута SMS Rheinland. З цим екіпажем корабель здійснив кілька виходів у море і був готовий почати випробування, проте вже 6 листопада вони були скасовані через Листопадову революцію в Німеччині. 
В листопаді 1918 року війська Антанти окупували південь України та захопили більшість кораблів Чорноморського флоту Української Держави. Командувач Українським флотом контрадмірал В'ячеслав Клочковський намагався провести перемовини з союзниками, але західні війська, зокрема британське та французьке командування віднеслось до українського флоту, як до власної здобичі. 
Незабаром після їхнього прибуття до Севастополя вони підняли свої прапори на всіх справних міноносцях, а склади порту зазнали тотального розграбування. Команди кораблів брали без жодного рішення все, що знаходили для себе цікавим. 26 листопада британська команда легкого крейсера HMS Canterbury взяла «Волю» під свій контроль. За місяць лінкор відправили до порту в Ізміт з командою дредноута HMS Agamemnon, що також супроводжував її під час транспортування.

#### У складі Білого флоту
29 жовтня 1919 року в результаті перемовин Михайла Сабліна команда лінійного корабля HMS Iron Duke транспортувала «Волю» назад до зайнятого Добровольчою армією Севастополя і 1 листопада передала її Збройним силам Півдня Росії. Корабель, що очолив морські білогвардійські сили, перейменували на «Генерал Алексєєв» і провели берегові бомбардування із використанням тільки трьох робочих гармат з дванадцяти присутніх на кораблі.

### Подальша доля
Після поразки білих російських сил на півдні Росії 4 листопада 1920 року «Генерал Алексєєв» очолив так звану Бізертську ескадру, що евакуювала білі війська із Криму до Константинополя. У грудні дредноут, як флагман залишків білого флоту, прийшов у Бізерту, французьку військово-морську базу в Тунісі, де 29 грудня були інтерновані Францією.          
Місцева влада прийняла російську ескадру холодно. Кораблі разом з усіма офіцерами, матросами і цивільними особами, що були на них, поставили в карантин. Спостереження за нею вели з французьких сторожових катерів і патрулі на березі. Гирло каналу заблокував дредноут «Франс», а керівник служби безпеки в Тунісі звернувся до французького керівництва з проханням посилити поліцейську службу політичної безпеки Бізерти. Спеціально для нагляду за екіпажами і пасажирами кораблів з Франції в Туніс прибули кілька агентів.   
В карантині ескадра простояла близько місяця. За цей час французами було ухвалено рішення розпочати підготовку таборів біженців для колишніх громадян Російської імперії. Французьке морське керівництво абсолютно не втручалось у внутрішній розпорядок ескадри і всі розпорядження передавалися через командувача ескадрою контрадмірала Михайла Беренса. На усіх прибулих французами виділялося грошове і продовольче забезпечення. Провіант постачався зі складів французької армії, а також американським і французьким національними товариствами Червоного Хреста. З часом кількість пайків і їх розміри почали скорочуватися, а асортимент — погіршуватися. Французи також виплачували морякам символічну платню в розмірі від 10 франків рядовим матросам до 21 франка для командира корабля у званні капітана 1-го рангу.  
У січні 1921 року біженці, що бажали повернутися на Батьківщину, направились назад на пароплаві «Великий князь Костянтин». З березня того ж року почався вивід кораблів і суден ескадри в резерв та їх консервація для довготривалого зберігання і скорочення чисельності особового складу. Зокрема, консервації підлягав і лінкор «Генерал Алексєєв». До січня 1922 року на ескадрі продовжувало служити близько 1500 осіб, а до літа того ж року — до 500. Внаслідок отриманого морським префектом Бізерти наказу про скорочення особового складу ескадри до 200 моряків, рівнозначного ліквідації, 7 листопада було призначено списання екіпажів і до кінця 1922 року усі моряки ескадри були списані на берег.    
У 1924 році французький міністр закордонних справ Едуард Ерріо встановив дипломатичні відносини з СРСР і 29 жовтня на кораблях ескадри були спущені Андріївські прапори, а 30 жовтня ескадра оголошена розформованою.  
Наприкінці грудня 1924 року радянська технічна комісія на чолі з академіком Олексієм Криловим прибула до Бізерти, де склала список кораблів, що підлягають передачі СРСР. Після ретельного огляду кораблів і суден був складений список тих кораблів, які мали бути передані СРСР. До нього увійшли лінкор «Генерал Алексєєв», шість есмінців і чотири підводні човни. Оскільки не всі кораблі були в технічно задовільному стані, комісія висунула до французів вимогу провести на них необхідні ремонтні роботи. 
Під час роботи комісії виник ряд економічних і політичних перешкод: сторони не дійшли згоди, за чий рахунок повинен здійснюватись ремонт суден перед їх відправкою в СРСР. Французи готувати кораблі до транспортування категорично відмовились. З іншого боку, виникла проблема повернення імператорських боргів, виплату яких від Радянського Союзу, як правонаступника Російської імперії, вимагали її союзники по Першій світовій війні. Була висунута пропозиція реквізувати ескадру в рахунок по погашення цих боргів. Проти передачі кораблів СРСР в Лізі Націй також виступила група чорноморських і балтійських країн, а також Велика Британія, які остерігалися радянської агресії. Від імені російської еміграції з різким протестом виступив барон Врангель. В результаті діяльність комісії виявилася безплідною — Франція відмовилася передавати кораблі Радянському Союзу, і вони так і залишилися у Бізерті.
Кораблі простояли в Бізерті ще майже шість років. Позбавлені необхідного повсякденного обслуговування і ремонту, судна, незважаючи на спроби консервації машин і механізмів, поступово втрачали бойові і морехідні якості. Частину з них французи встигли продати тим чи іншим країнам, а інші були розібрані на брухт. Останнім з великих кораблів у 1934 році був розібраний «Генерал Алексєєв», виведений до цього до Бресту.

## Вторинне використання

### Озброєння
Корабельні гармати корабля помістили на зберігання в Бізерті, а у січні 1940 року Франція передала їх Фінляндії, якій роком раніше відмовилася їх продати. З дванадцяти головних гармат вісім потрапили до Фінляндії, а решта чотири, що перебували на борту корабля SS Nina в гавані Нарвіка, були захоплені нацистською Німеччиною під час її вторгнення до Норвегії у квітні 1940 року. Всі чотири гармати німці встановили у броньованих баштах берегової батареї в Гернсі, переробивши їх під свій стандарт снаряду. На SS Nina також були встановлені деякі з 130-міліметрових гармат з «Генерала Алексєєва». Кілька з них згодом використовувалися у форті в Тангані на острові Ругсундей під час битви з британським легким крейсером HMS Kenya у 1941 році, проте більше не брали участі в боях під час війни. 
Фінляндією гармати застосовувалися на берегових артилерійських позиціяї в Ісосаарі та Маякілуото. Дві інші гармати використали для ремонту радянських залізничних гармат ТМ-3-12, покинутих радянськими військами у 1941 році. Після Другої світової війни їх передали СРСР, де ті стояли на озброєнні до 1990-х років. Гармати, що служили береговими гарматами в Ісосаарі та Маякілуото, зберегли про запас. Одну з них використали для заміни гармати, пошкодженої під час випробувань «суперзарядами» у 1970-х роках, а ствол другої зберігається у фінському музеї берегової артилерії в Куйвасаарі. 

### Деталі
У 1922 році російськими емігрантами в Тунісі була обладнана домашня церква, до якої по мірі списання кораблів ескадри привозили корабельне церковне начиння. Згодом емігранти вирішили збудувати новий, повноцінний храм, яким мали увічнити пам'ять про кораблі. Після покупки «Генерала Алексєєва» російським купцем О. П. Клягіним, той передав його корабельні якорі, люстри і мармурові плити комітету зі спорудження храму-пам'ятника.

## Командири
- М. Й. Федорович (з 10 березня 1914);
- І. С. Молас (1915—1916);
- І. І. Степанов (1916);
- В. Ульянов (1917);
- О. І. Тіхмєнєв (1918);
- Вальтер Ізендаль (25 вересня — 21 листопада 1918)
- І. К. Федяєвський (21 листопада 1920 — 1922);
- В. О. Григорков (серпень 1922 — жовтень 1923).

## Галерея

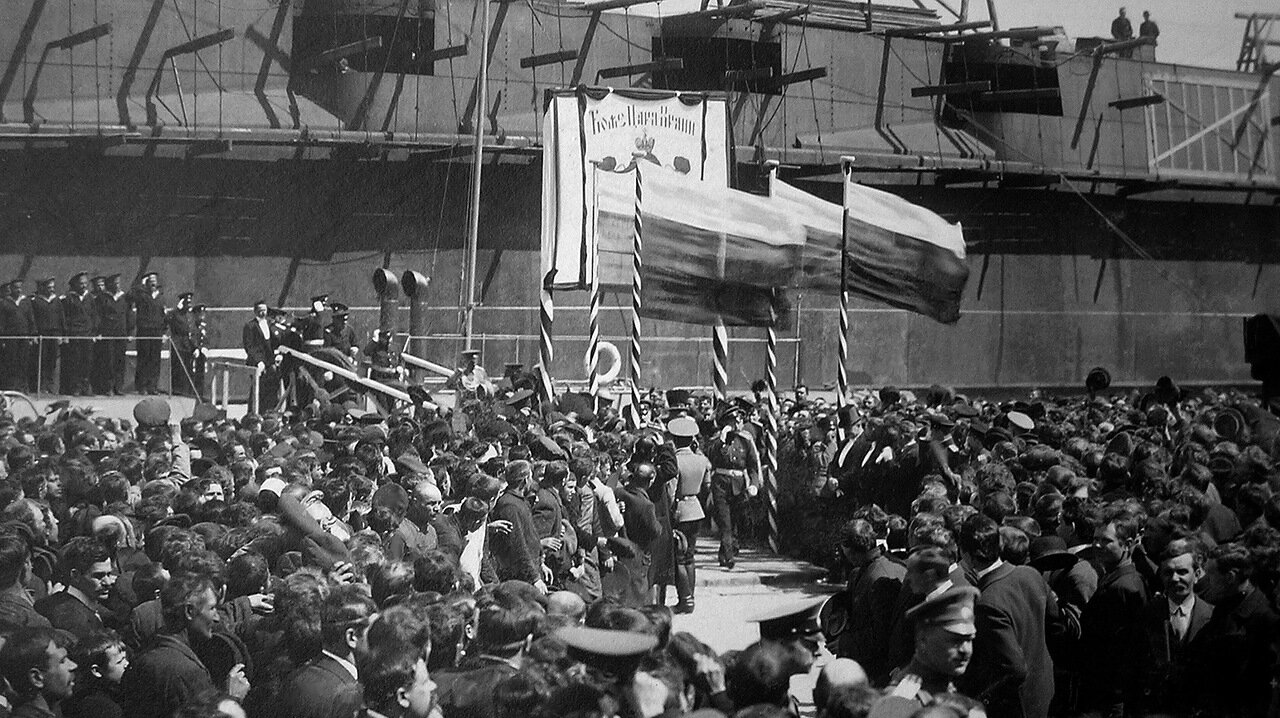
Микола II сходить з підводного човна «Нарвал», який вступає в стрій. На задньому фоні лінійний корабель «Імператор Олександр III» під час будівництва, квітень 1915 року
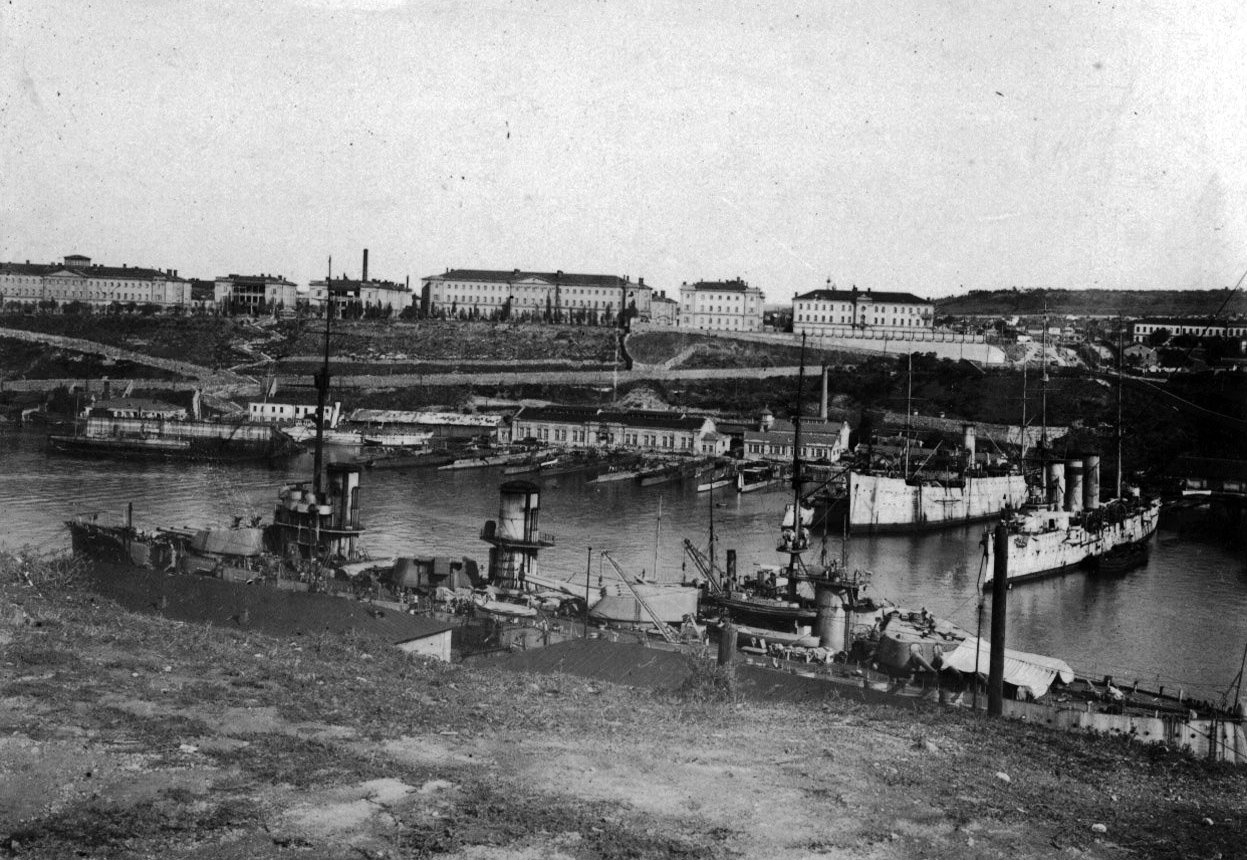
Лінійний корабель «Воля» (на передньому плані) у Севастополі, 1918 рік
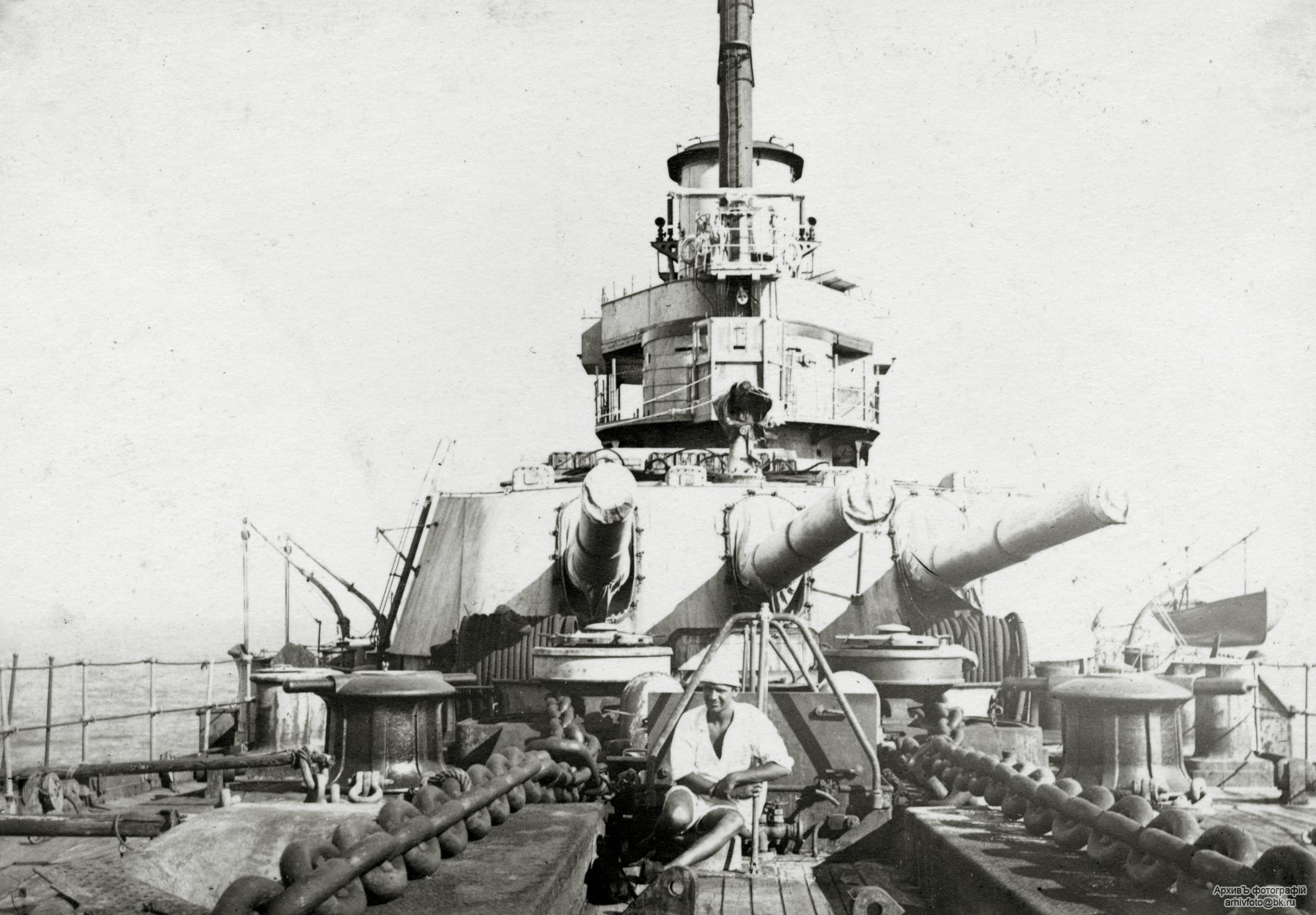
Лінійний корабель «Генерал Алексєєв» у Бізерті, перша половина 1920-х років